# Private company limited by shares
Private company limited by shares також Limited Company (LTD)  — приватна компанія з обмеженою відповідальністю, клас приватних компаній з обмеженою відповідальністю, зареєстрованих відповідно до законодавства Англії та Уельсу, Гонконгу, Північної Ірландії, Шотландії, деяких юрисдикцій Співдружності та Республіки Ірландія. Має акціонерів з обмеженою відповідальністю, і його акції не можуть пропонуватися широкому загалу, на відміну від акціонерного товариства.
«Обмежена акціями» означає, що відповідальність акціонерів перед кредиторами компанії обмежується початково інвестованим капіталом, тобто номінальною вартістю акцій та будь-якою премією, сплаченою в обмін на випуск акцій компанією. Таким чином особисті активи акціонера захищені в разі банкрутства компанії, але будь-які гроші, вкладені в компанію, можуть бути втрачені.
Товариство з обмеженою відповідальністю може бути «приватним» або «публічним». Вимоги щодо розкриття інформації для приватної компанії з обмеженою відповідальністю є меншими, але її акції не можуть пропонуватися широкому загалу, а отже, ними не можна торгувати на публічній фондовій біржі. Це головна відмінність між приватною компанією з обмеженою відповідальністю та відкритою компанією з обмеженою відповідальністю. Більшість компаній, особливо малих, є приватними.